# End Game
"End Game" é uma canção da cantora estadunidense Taylor Swift, contida em seu sexto álbum de estúdio Reputation (2017). Conta com a participação do cantor inglês Ed Sheeran e do rapper estadunidense Future, e foi composta pelo trio em conjunto com Max Martin e Shellback, que encarregaram-se de sua produção, com Ilya servindo como produtor vocal adicional. A faixa foi enviada para rádios mainstream francesas em 14 de novembro de 2017, através da Big Machine Records, servindo como o terceiro single do disco, sendo enviada para estações do mesmo tipo nos Estados Unidos em 3 de dezembro seguinte.

## Recepção crítica
Meaghan Garvey, da Pitchfork, afirmou que "End Game" é "uma canção que habilidosamente absorve e regurgita os sons hibridizados do rap e do R&B de 2017". Frank Guan, do site Vulture, previu que a canção seria um dos singles mais bem-sucedidos do álbum devido ao seu ritmo cativante, especialmente por causa dos versos contribuídos pelo rapper Future. Em crítica positiva para a Time, Raisa Bruner escreveu que "End Game" é uma "faixa do estilo auto-reflexiva e lenta". Brian Josephs, da revista Spin, sugeriu que embora a canção fosse "boa" em sua descrição de encontrar amor apesar das adversidades, ela foi melhorada por canções, versos e álbuns anteriores de Future.

## Videoclipe
No início de dezembro de 2017, Sheeran confirmou que um videoclipe para a canção seria lançado. Mais tarde naquele mês, Swift e Future foram vistos filmando o vídeo em Miami, Flórida, em um luxuoso super-iate.
Em 10 de janeiro de 2018, Swift revelou através de seu aplicativo de mídia social "The Swift Life" que o videoclipe seria lançado em 12 de janeiro, e que uma prévia do vídeo seria exibido no programa Good Morning America, além de ter divulgando fotos das gravações. No dia seguinte, a artista divulgou uma prévia do videoclipe em suas redes sociais. O trecho de 20 segundos mostrava a cantora em diferentes cenários, como andando pelas ruas de Tóquio, assistindo a uma queima de fogos e dançando com quatro amigas em um iate, estando também acompanhada por Sheeran em um bar e por Future em um beco.
Em 12 de janeiro de 2018, à meia noite, o videoclipe estreou na conta de Swift na Vevo. Este é o sétimo vídeo da cantora dirigido por Joseph Kahn. O videoclipe mostra Swift festejando com Future em um iate em Miami, com Sheeran em uma boate em Tóquio, e com vários amigos em um ônibus panorâmico em Londres. Em uma das cenas de Londres, ela é vista jogando o jogo da cobrinha, uma referência à sua reputação de "cobra".

## Apresentações ao vivo
Swift e Sheeran cantaram "End Game" pela primeira vez em 1º de dezembro de 2017, durante o festival Jingle Ball, promovido pela iHeartRadio, e realizado no The Forum em Inglewood, Califórnia.

## Faixas e formatos
| Download digital |                                      |         |  |
| N.º              | Título                               | Duração |  |
| 1.               | "End Game" (com Ed Sheeran e Future) | 4:04    |  |

## Créditos
Todo o processo de elaboração de "End Game" atribui os seguintes créditos:
Gravação
- Gravada nos MXM Studios (Estocolmo; Los Angeles, Califórnia), Seismic Activities Studios (Portland, Oregon) e Tree Sound Studios (Atlanta, Geórgia)
- Mixada nos MixStar Studios (Virginia Beach, Virgínia)
- Masterizada nos Sterling Sound Studios (Nova Iorque)

Publicação
- Publicada pelas empresas Sony/ATV Tree Publishing/Taylor Swift Music (BMI), MXM Music AB (ASCAP) — administrada pela Kobalt Songs Music Publishing, Inc. —, Ed Sheeran Ltd./Sony/ATV Music Publishing UK Ltd. (PRS) — administrada pela Sony/ATV Songs (BMI) — e Nayvadius Maximus Music/Irving Music (BMI)
- A participação de Ed Sheeran é uma cortesia da Atlantic Records
- A participação de Future é uma cortesia da Epic Records

Produção
| - Taylor Swift: composição, vocalista principal, vocalista de apoio - Ed Sheeran: composição, vocalista participante - Future: composição, vocalista participante - Max Martin: composição, produção, teclados, programação - Shellback: composição, produção, teclados, programação, baixo - Ilya: produção vocal adicional - Sam Holland: engenharia - Michael Ilbert: engenharia - Cory Bice: assistência de engenharia | - Jeremy Lertola: assistência de engenharia - Sean Flora: assistência de engenharia - Peter Karlsson: assistência de engenharia - Mike Symphony: assistência de engenharia - Daniel Watson: assistência de engenharia - Serban Ghenea: mixagem - John Hanes: engenharia de mixagem - Randy Merrill: masterização |

## Desempenho nas tabelas musicais
Nos Estados Unidos, "End Game" estreou na 86.ª posição da Billboard Hot 100 na semana de 9 de dezembro de 2017, dando a Swift sua 75.ª entrada na parada. Na semana seguinte, subiu para o número 83 e, em sua terceira semana na tabela, saltou para a 39.º colocação. Em outros gráficos da Billboard, alcançou como melhor os números 10, 16 e 25 na Pop Songs, Adult Pop Songs e Rhythmic Songs, respectivamente. Internacionalmente, chegou às posições de número 38 na Austrália, 53 no Canadá, 84 nas Filipinas, 49 no Reino Unido, 94 na Eslováquia e 99 na República Checa, e à vice-liderança da neozelandesa NZ Top 10 Heatseekers Singles.
| Tabela musical (2017–18)                               | Melhor posição |
| ------------------------------------------------------ | -------------- |
| Austrália (ARIA Charts)                                | 36             |
| Bélgica (Ultratip de Flandres)                         | 25             |
| Canadá (Canadian Hot 100)                              | 11             |
| Escócia (The Official Charts Company)                  | 56             |
| Eslováquia (IFPI Slovenská Republika)                  | 64             |
| Estados Unidos (Billboard Hot 100)                     | 18             |
| Estados Unidos (Pop Songs)                             | 10             |
| Estados Unidos (Adult Pop Songs)                       | 14             |
| Estados Unidos (Rhythmic Songs)                        | 25             |
| Filipinas (Philippine Hot 100)                         | 84             |
| França (Syndicat National de l'Édition Phonographique) | 130            |
| Irlanda (Irish Recorded Music Association)             | 68             |
| Nova Zelândia (NZ Top 10 Heatseekers Singles)          | 2              |
| Portugal (Associação Fonográfica Portuguesa)           | 81             |
| Reino Unido (UK Singles Chart)                         | 49             |
| Chéquia (IFPI Česká Republika)                         | 63             |

| País (Empresa)             | Certificação |
| -------------------------- | ------------ |
| Austrália (ARIA)           | Ouro         |
| Brasil (Pro-Música Brasil) | Ouro         |
| Canadá (Music Canada)      | Ouro         |
| Estados Unidos (RIAA)      | Platina      |

## Histórico de lançamento
| País           | Data                   | Formato           | Gravadora   |
| -------------- | ---------------------- | ----------------- | ----------- |
| França         | 14 de novembro de 2017 | Rádios mainstream | Big Machine |
| Estados Unidos | 3 de dezembro de 2017  | Rádios mainstream | Big Machine |
| Países Baixos  | 13 de janeiro de 2018  | Rádios mainstream | Universal   |
| Reino Unido    | 26 de janeiro de 2018  | Rádios mainstream | Virgin EMI  |